# Lukrecja gładka

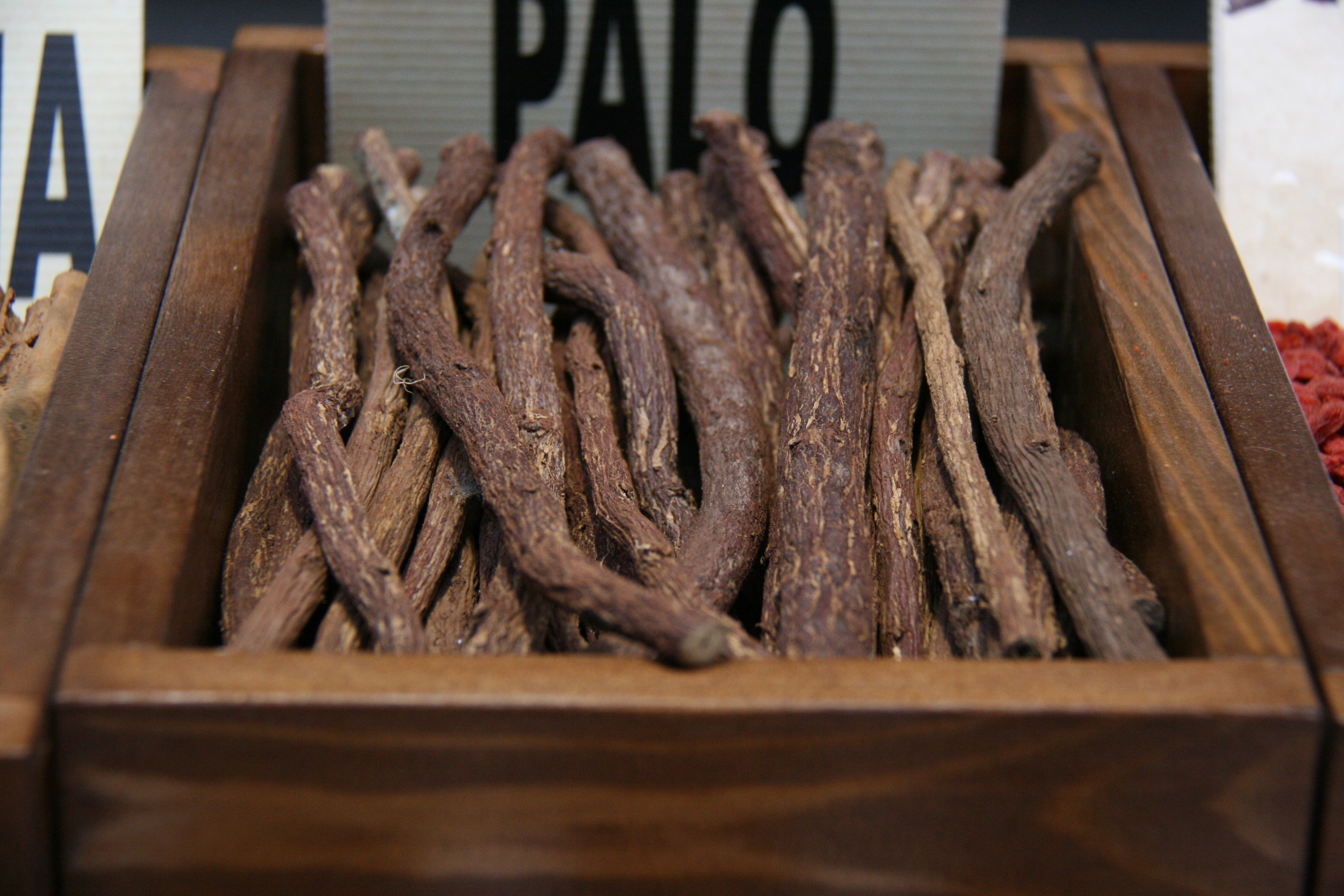
Korzenie lukrecji

Lukrecja gładka (Glycyrrhiza glabra) – bylina z rodziny bobowatych. Rodzimy obszar jej występowania to Libia, środkowa i zachodnia część Azji, Syberia, Mongolia, Kaukaz oraz wschodnia i południowa część Europy. Jest też uprawiana w wielu regionach świata. Znana od wieków roślina lecznicza.

## Morfologia
PokrójRoślina zielna o mocnym, zdrewniałym kłączu dorastająca do 1,5–2 m długości, z którego wyrasta wysoka łodyga sięgająca do 1,8 m wysokości.
LiścieNieparzystopierzaste, skórzaste, gruczołkowato punktowane, ciemnozielone, złożone z 9–17 liści kształtu jajowatego z ostrym zakończeniem.
KwiatyDrobne, motylkowe, koloru jasnoliliowego, fioletowego, zebrane w wyprostowane, groniaste kwiatostany umiejscowione w kątach liści. Każdy kwiat z 10 pręcikami (9 zrośniętych i 1 wolny) oraz 1 słupkiem. Kwitnienie przypada na miesiące czerwiec – lipiec.
OwoceStrąk 3–6 nasienny
KorzeńKorzeń ma nieliczne rozgałęzienia. Kora jest brunatna lub brunatnawoszara z podłużnym prążkowaniem i śladami po korzeniach bocznych. Walcowate rozłogi mają 1–2 cm średnicy. Ich wygląd zewnętrzny podobny jest do korzenia z tym, że niekiedy występują małe pączki. Przełam korzenia i rozłogi jest ziarnisty i włóknisty. Warstwa korka jest wąska. Kora wtórna jest szeroka, jasnożółta z promieniowym prążkowaniem. Żółty walec drewna jest zwarty o promienistej strukturze. W części centralnej rozłogi występuje rdzeń, którego brak w korzeniu.

## Zastosowanie

### Roślina lecznicza
Surowiec zielarskiKorzeń lukrecji (Liquiritiae radix) – wysuszony nieokorowany lub okorowany, cały lub rozdrobniony korzeń i rozłogi pojedynczego gatunku lub mieszaniny: lukrecji gładkiej, lukrecji chińskiej i Glycyrhhiza inflata. Surowiec powinien zawierać nie mniej niż 4,0% kwasu 18β-glycyryzynowego. Korzeń zawiera 5–14% glicyryzyny dającej smak słodkawy (jest 40 razy słodsza od cukru). Zawiera również glikozydy, garbniki, olejki eteryczne, flawony i fitoncydy. Działa rozkurczowo, używany jest jako środek wykrztuśny, przeczyszczający, moczopędny. Zwiększa wydzielanie soku żołądkowego i pobudza przemianę materii, zapobiega wzdęciom oraz kolce jelitowej. Wpływa korzystnie na wydzielanie hormonów. Jest również dodatkiem do innych lekarstw dla poprawiania ich smaku. Dobre rezultaty uzyskano w leczeniu wrzodów żołądka i dwunastnicy. Przy długotrwałym stosowaniu może jednak doprowadzić do nadmiernego uwodnienia się tkanek, obrzęków i innych dolegliwości.

#### Zastosowanie w medycynie
W medycynie lukrecja jest składnikiem leków i kosmetyków, pełni w nich funkcje antyoksydacyjne, przeciwrakowe, przeciwwrzodowe, przeciwzapalne, przeciwwirusowe i bakteriobójcze oraz wpływa na prawidłowe funkcjonowanie gardła.

### Inne zastosowania
- W browarnictwie korzeń używany jest jako przyprawa przy produkcji niektórych gatunków piwa.
- W przemyśle tytoniowym używany jako przyprawa smakowa.
- Używana w produkcji słodyczy (w szczególności w Niemczech, we Włoszech i w krajach skandynawskich)[potrzebny przypis].

## Uprawa
Rozmnażanie z sadzonek korzeniowych o długości około 20 cm z kilkoma oczkami. Może być uprawiana przez wiele lat w tym samym miejscu. Stanowisko słoneczne. Zbiór jesienią lub wczesną wiosną. Wykopuje się korzenie roślin 3- lub 4-letnich.